# Troy Baker
Troy Edward Baker, född 1 april 1976 i Dallas i Texas, är en amerikansk skådespelare och röstskådespelare, känd för att ha gjort rösten till flera huvudkaraktärer inom datorspel. Han gjorde rösten till bland annat Booker DeWitt i Bioshock Infinite, Joel i The Last of Us, The Joker i Batman: Arkham Origins och Batman: Assault on Arkham, Talion i Middle Earth: Shadow of Mordor, Jack Mitchell i Call of Duty: Advanced Warfare, Yuri Lowell i Tales of Vesperia, Kanji Tatsumi i Shin Megami Tensei: Persona 4, Snow Villiers i Final Fantasy XIII, Pagan Min i Far Cry 4, John Jones i Fortnite, och Indiana Jones i Indiana Jones and the Great Circle. Han gör också röstroller inom ett antal engelskspråkiga dubbningar av japanska animefilmer och serier som exempelvis Basilisk, Trinity Blood och Naruto.
Baker är också en musiker inom Akira Yamaokas Silent Hill-band, där han spelar bas och sjunger i backstage. Innan hans skådespelarkarriär var Baker sångare och rytmgitarrist för indie-rockandet Tripp Fontaine, som släppte radiosingeln "Burning Out" från debutalbumet Random Thoughts on a Paper Napkin 2004. Hans första soloalbum, Sitting in the Fire, gavs ut den 14 oktober 2014.

## Ludografi

### Live action-roller
| År   | Titel                                        | Roll           | Noter                          | Källa                    |
| ---- | -------------------------------------------- | -------------- | ------------------------------ | ------------------------ |
| 2006 | Striking Range (initially titled Bloodlines) | Brice Billings |                                | [ 7 ] [ 8 ] [ 9 ] [ 10 ] |
| 2006 | Laws of Chance                               | Martin Hannel  | Ep. "Original"                 |                          |
| 2008 | Comanche Moon                                | Pea Eye Parker |                                | [ 11 ]                   |
| 2008 | The Imposter                                 | Jerome         | Även medproducent              | [ 12 ] [ 13 ]            |
| 2013 | Shelf Life                                   | The Boyfriend  | Webbserie: Ep. "Night Terrors" | [ 14 ]                   |
| 2015 | The Phoenix Incident                         | Ryan Stone     |                                | [ 15 ]                   |

### Animeroller
| År      | Serie                                 | Roll                              | Noter                                     | Källa         |
| ------- | ------------------------------------- | --------------------------------- | ----------------------------------------- | ------------- |
| 2004-09 | Case Closed                           | Gin, Olika röstroller             | Första röstroll inom anime                | [ 17 ]        |
| 2004    | Fullmetal Alchemist                   | Frank Archer, Olika röstroller    |                                           | [ 18 ]        |
| 2005    | Gunslinger Girl                       | Alfonso, Olika röstroller         |                                           | [ 19 ]        |
| 2005    | Baki the Grappler                     | Katou, Rob Robinson               |                                           | [ 20 ]        |
| 2005    | The Galaxy Railways                   | Wataru Yuuki                      |                                           |               |
| 2005    | Yu Yu Hakusho                         | Shunjun                           | Ep. "Waking the Lost"; "The Proof"        |               |
| 2006    | Desert Punk                           | Makoto, Olika röstroller          |                                           | [ 21 ]        |
| 2006    | Negima!                               | Nagi Springfield                  |                                           |               |
| 2006    | Basilisk: The Kōga Ninja Scrolls      | Kouga Gennosuke                   |                                           | [ 22 ]        |
| 2006    | Trinity Blood                         | Abel Nightroad                    |                                           | [ 23 ]        |
| 2006    | Bleach                                | Jin Kariya                        |                                           |               |
| 2006    | Ergo Proxy                            | Kazkis Hauer, Soldat B            | Ep. 9                                     |               |
| 2006    | Black Cat                             | Jenos Hazard                      |                                           |               |
| 2007    | Peach Girl                            | Toru, Honda                       |                                           |               |
| 2007    | Suzuka                                | Coach                             | Ep. 4                                     |               |
| 2008    | Naruto                                | Yashiro Uchiha, Renga, Hokushin   |                                           |               |
| 2008    | The Third: The Girl with the Blue Eye | Leon                              | Eps. 13, 15                               |               |
| 2008    | Shin Chan                             | Action Bastard                    |                                           |               |
| 2008    | One Piece                             | Helmeppo, Ohm                     |                                           |               |
| 2008    | Code Geass series                     | Schneizel el Britannia            |                                           |               |
| 2008    | Tsubasa: Reservoir Chronicle          | Kyle, Kusanagi                    |                                           |               |
| 2008    | Darker than Black                     | November 11, Jack Simon           |                                           |               |
| 2009    | Kurokami: The Animation               | Olika karaktärer                  |                                           |               |
| 2009    | Naruto: Shippuden                     | Yamato, Pain                      |                                           |               |
| 2009    | Monster                               | Jaromir Lipsky, Heinz             |                                           |               |
| 2009    | Soul Eater                            | Excalibur, White Star             |                                           |               |
| 2010    | Slayers Revolution                    | Zuuma                             |                                           |               |
| 2010    | Fullmetal Alchemist Brotherhood       | Greed                             |                                           |               |
| 2010    | Slayers Evolution-R                   | Radok, Zuuma                      |                                           |               |
| 2010    | Stitch!                               | Ace (Experiment 262)              | Eps. 10, 29–30                            |               |
| 2010    | Vampire Knight Guilty                 | Akatsuki Kain                     |                                           | [ 24 ] [ 25 ] |
| 2010    | Eden of the East                      | Ryosuke Morimi                    | Även i relaterade filmer                  | [ 26 ]        |
| 2011    | Kekkaishi                             | Madarao, Kaguro, Olika röstroller |                                           |               |
| 2011    | Marvel Anime                          | Olika karaktärer                  | Serier: Iron Man, Wolverine, Blade, X-Men |               |
| 2012    | Persona 4: The Animation              | Kanji Tatsumi                     | Episod 1–12                               | [ 27 ]        |

### Animerade filmroller
| År        | Serie                                      | Roll | Noter                     | Källor        |
| --------- | ------------------------------------------ | --- | ------------------------- | ------------- |
| 2006      | Mr. Meaty                                  | Mr. Wink |                           |               |
| 2010      | Generator Rex                              | Van Kleiss, Biowulf, Roswell, Olika röstroller |                           | [ 27 ] [ 28 ] |
| 2010      | Scooby-Doo! Mystery Incorporated           | Olika karaktärer |                           | [ 29 ]        |
| 2010      | The Avengers: Earth's Mightiest Heroes     | Whirlwind, Grey Gargoyle, Clay Quartermain, Blizzard, Constrictor (2nd Time), Robbie Robertson, Ulik, Michael Korvac, Groot, Major Talbot, Skrull Interrogator, Olika röstroller |                           | [ 27 ]        |
| 2010      | Monster High                               | Mr. Lou Zarr | Ep. "New Ghoul @ School"  | [ 30 ]        |
| 2011      | G.I. Joe: Renegades                        | Dr. Kurt Schnurr/Airtight | Ep. "The Anaconda Strain" | [ 27 ]        |
| 2011      | Regular Show                               | Olika karaktärer |                           | [ 27 ]        |
| 2012      | Ultimate Spider-Man                        | Hawkeye, Loki, Montana, Shocker, Olika karaktärer |                           | [ 27 ] [ 31 ] |
| 2012      | NFL Rush Zone: Season of the Guardians     | Wild Card, Warren, Coach Wildwood, Charles Reynolds |                           | [ 32 ] [ 33 ] |
| 2013      | Marvel's Avengers Assemble                 | Hawkeye/Clint Barton, Loki, Olika karaktärer |                           | [ 2 ] [ 27 ]  |
| 2013      | Lego Marvel Super Heroes: Maximum Overload | Loki | Web series                | [ 27 ]        |
| 2014      | Hulk och agenterna K.R.O.S.S.A.            | Loki | Ep. "For Asgard"          | [ 27 ]        |
| 2015      | Transformers: Robots in Disguise           | Steeljaw, Vector Prime, Olika röstroller |                           | [ 34 ] [ 35 ] |
| 2015      | Batman Unlimited                           | Joker | Webbserie                 | [ 36 ]        |
| 2019-2022 | Amphibia                                   | Kapten Grim |                           |               |

### Filmroller
| År   | Titel                       | Roll                    | Noter                      | Källa  |
| ---- | --------------------------- | ----------------------- | -------------------------- | ------ |
| 2008 | Resident Evil: Degeneration | Olika röstroller        |                            |        |
| 2008 | The Sky Crawlers            | Naofumi Tokino          | Okrediterad för denna roll |        |
| 2011 | Real Steel                  | Bluebot, Midas, Camelot | Röstroll                   |        |
| 2012 | Delhi Safari                | Tiger                   |                            | [ 27 ] |

### Direkt-till-video- och TV-filmroller
| År   | Titel                                                                        | Roll                                       | Noter                                                                                           | Källa                |
| ---- | ---------------------------------------------------------------------------- | ------------------------------------------ | ----------------------------------------------------------------------------------------------- | -------------------- |
| 2005 | Lupin III TV specials                                                        | Nabikov ("Dollar"), Olika röstroller       | Island of Assassins Crisis in Tokyo The Columbus Files Missed by a Dollar                       |                      |
| 2006 | Dragon Ball filmerna                                                         | Olika karaktärer                           | Funimation releases Dead Zone The World's Strongest Wrath of the Dragon                         | [ 27 ]               |
| 2006 | Case Closed filmerna                                                         | Gin, Olika karaktärer                      | The Time Bombed Skyscraper The Fourteenth Target Countdown to Heaven                            |                      |
| 2006 | Fullmetal Alchemist the Movie: Conqueror of Shamballa                        | Archer                                     |                                                                                                 | [ 37 ]               |
| 2008 | One Piece Movie: The Desert Princess and the Pirates: Adventures in Alabasta | Old Pirate, Man B                          |                                                                                                 |                      |
| 2008 | xxxHolic: A Midsummer Night's Dream                                          | Young Man                                  |                                                                                                 |                      |
| 2008 | The Blue Elephant                                                            | Marong, Young Prince Naresuan, Minchit Sra |                                                                                                 | [ 27 ]               |
| 2008 | Bleach: Memories of Nobody                                                   | Ganryu                                     | Krediterad som Tripp Fontaine                                                                   |                      |
| 2011 | Tsubasa: Toyko Revelations                                                   | Kusanagi Shiyu                             |                                                                                                 |                      |
| 2012 | Ben 10: Destroy All Aliens                                                   | Azmuth's Father, Boy Student               |                                                                                                 | [ 27 ]               |
| 2012 | Tales of Vesperia: The First Strike                                          | Yuri Lowell                                | Nominerad – BTVA Anime Dub Award for Best Male Lead Vocal Performance in an Anime Movie/Special | [ 38 ]               |
| 2012 | Scooby-Doo! Spooky Games                                                     | Sergey Plotnikov                           |                                                                                                 | [ 27 ]               |
| 2012 | Sengoku Basara: The Last Party                                               | Ishida Mitsunari                           |                                                                                                 | [ 27 ]               |
| 2012 | Dear Dracula                                                                 | Olika röstroller                           |                                                                                                 | [ 39 ]               |
| 2013 | Iron Man: Rise of Technovore                                                 | Hawkeye (Clint Barton), J.A.R.V.I.S.       |                                                                                                 | [ 27 ]               |
| 2013 | Lego Batman: The Movie – DC Super Heroes Unite                               | Batman, Two-Face, Brainiac                 |                                                                                                 | [ 40 ]               |
| 2013 | Scooby-Doo! Stage Fright                                                     | Phantom, Lance Damon                       |                                                                                                 | [ 27 ]               |
| 2014 | Batman: Assault on Arkham                                                    | The Joker                                  |                                                                                                 | [ 27 ]               |
| 2014 | Lego Batman: Be-Leaguered                                                    | Batman                                     |                                                                                                 | [ 41 ]               |
| 2015 | Lego DC Comics Super Heroes: Justice League vs. Bizarro League               | Batman, Batzarro                           |                                                                                                 | [ 42 ] [ 27 ] [ 43 ] |
| 2015 | Batman vs. Robin                                                             | Court of Owls Lieutenant                   |                                                                                                 | [ 44 ]               |
| 2015 | Batman Unlimited: Monster Mayhem                                             | Joker                                      |                                                                                                 | [ 45 ]               |
| 2015 | Lego DC Comics Super Heroes: Justice League: Attack of the Legion of Doom    | Batman                                     |                                                                                                 | [ 46 ]               |

### Roller inom datorspel
| År   | Titel                                                | Roll                                                                                   | Noter | Källor                                                         |
| ---- | ---------------------------------------------------- | -------------------------------------------------------------------------------------- | --- | -------------------------------------------------------------- |
| 2004 | BloodRayne 2                                         | Severin, Kagan                                                                         | | [ 27 ]                                                         |
| 2005 | Fullmetal Alchemist and the Broken Angel             | Outlaw Alchemist                                                                       | | [ 47 ]                                                         |
| 2005 | Brothers in Arms: Road to Hill 30                    | Matt Baker                                                                             | Första stora spelroll | [ 2 ] [ 17 ]                                                   |
| 2005 | Brothers in Arms: Earned in Blood                    | Matt Baker                                                                             | | [ 2 ] [ 48 ]                                                   |
| 2005 | Æon Flux                                             | Trevor Goodchild, Keller, Svengali, Soldater                                           | | [ 27 ]                                                         |
| 2007 | Trauma Center: New Blood                             | Markus Vaughn                                                                          | Okrediterad | [ 49 ]                                                         |
| 2007 | Metroid Prime 3: Corruption                          | Olika soldater                                                                         | | [ 50 ]                                                         |
| 2008 | Tales of Vesperia                                    | Yuri Lowell                                                                            | | [ 27 ] [ 51 ]                                                  |
| 2008 | Armored Core: For Answer                             |                                                                                        | Okrediterad |                                                                |
| 2008 | Brothers in Arms: Hell's Highway                     | Matt Baker                                                                             | | [ 52 ]                                                         |
| 2008 | Guilty Gear 2: Overture                              | Sol Badguy                                                                             | Okrediterad |                                                                |
| 2008 | Space Siege                                          | Seth Walker                                                                            | |                                                                |
| 2008 | Golden Axe: Beast Rider                              | Axe                                                                                    | | [ 53 ]                                                         |
| 2008 | Quantum of Solace                                    | Olika röstroller                                                                       | | [ 54 ]                                                         |
| 2008 | Resistance 2                                         | Major Richard Blake                                                                    | | [ 55 ]                                                         |
| 2008 | Age of Conan: Hyborian Adventures                    | Conan, The Grey Leopard ("Rise of the Godslayer")                                      | Även i expansionspaketet Age of Conan: Rise of the Godslayer | [ 56 ] [ 57 ]                                                  |
| 2008 | The Last Remnant                                     | Olika röstroller                                                                       | | [ 58 ]                                                         |
| 2008 | Gothic 3: Forsaken Gods                              |                                                                                        | | [ 59 ]                                                         |
| 2008 | Shin Megami Tensei: Persona 4                        | Kanji Tatsumi                                                                          | | [ 27 ]                                                         |
| 2009 | Red Faction: Guerrilla                               | Alec Mason                                                                             | | [ 60 ]                                                         |
| 2009 | Prototype                                            | Miscellaneous Voices                                                                   | | [ 61 ]                                                         |
| 2009 | Ghostbusters: The Video Game                         | Olika röstroller                                                                       | | [ 62 ]                                                         |
| 2009 | Star Wars: The Clone Wars - Republic Heroes          | Kul Teska                                                                              | | [ 63 ]                                                         |
| 2009 | Marvel Super Hero Squad                              | S.H.I.E.L.D. Soldat #2, A.I.M. Agent #2, Civil #3                                      | |                                                                |
| 2009 | Call of Duty: Modern Warfare 2                       | Olika röstroller                                                                       | Även i Call of Duty: Modern Warfare: Mobilized | [ 64 ]                                                         |
| 2009 | Resident Evil: The Darkside Chronicles               | Olika karaktärer                                                                       | | [ 65 ]                                                         |
| 2009 | Yoga Wii                                             | Yoga Instructor                                                                        | |                                                                |
| 2010 | Darksiders                                           | Abaddon, Straga, Tortured Gate                                                         | | [ 27 ]                                                         |
| 2010 | White Knight Chronicles                              | Olika röstroller                                                                       | | [ 66 ]                                                         |
| 2010 | Final Fantasy XIII                                   | Snow Villiers                                                                          | | [ 27 ]                                                         |
| 2010 | Metal Gear Solid: Peace Walker                       | Soldater, Extraroller                                                                  | | [ 27 ]                                                         |
| 2010 | Transformers: War for Cybertron                      | Jetfire, Zeta Prime, Olika röstroller                                                  | | [ 27 ]                                                         |
| 2010 | Singularity                                          | Olika röstroller                                                                       | | [ 67 ]                                                         |
| 2010 | Clash of the Titans                                  | Hades, Apollon, Soldater                                                               | | [ 27 ]                                                         |
| 2010 | Mafia II                                             | Civila                                                                                 | | [ 68 ]                                                         |
| 2010 | Valkyria Chronicles II                               | Dirk Gassenarl                                                                         | | [ 27 ]                                                         |
| 2010 | Quantum Theory                                       | Shiro, Zolf                                                                            | | [ 69 ]                                                         |
| 2010 | Sengoku Basara: Samurai Heroes                       | Mitsunari Ishida                                                                       | | [ 70 ]                                                         |
| 2010 | Naruto Shippuden: Ultimate Ninja Storm 2             | Yamato, Pain                                                                           | | [ 71 ]                                                         |
| 2010 | Fable III                                            | Walla Voice Actors                                                                     | | [ 72 ]                                                         |
| 2010 | Call of Duty: Black Ops                              | Terrance Brooks                                                                        | | [ 27 ]                                                         |
| 2010 | Sonic Colors                                         | Espio the Chameleon                                                                    | Endast i DS-versionen | [ 73 ]                                                         |
| 2011 | Knights Contract                                     | Johann Faust                                                                           | | [ 27 ]                                                         |
| 2011 | SOCOM 4: U.S. Navy SEALs                             | ClawHammer Commander, Officer                                                          | | [ 74 ]                                                         |
| 2011 | Dead or Alive: Dimensions                            | Ryu Hayabusa                                                                           | | [ 27 ]                                                         |
| 2011 | Shadows of the Damned                                |                                                                                        | Framförde sången "Take Me to Hell (Broken Dreams)" | [ 75 ]                                                         |
| 2011 | Catherine                                            | Vincent Brooks                                                                         | Nominerad – NAVGTR Award for Lead Performance in a Drama, 2011 | [ 27 ] [ 76 ] [ 77 ]                                           |
| 2011 | Disgaea 4: A Promise Unforgotten                     | Valvatorez                                                                             | | [ 78 ] [ 79 ] [ 80 ]                                           |
| 2011 | White Knight Chronicles II                           | Scardigne                                                                              | | [ 27 ]                                                         |
| 2011 | Batman: Arkham City                                  | Robin (Tim Drake), Two-Face (Harvey Dent)                                              | Även i expansionspaketet Harley Quinn's Revenge | [ 81 ]                                                         |
| 2011 | Naruto Shippuden: Ultimate Ninja Impact              | Yamato, Pain                                                                           | | [ 27 ]                                                         |
| 2011 | Kinect Sports: Season Two                            | Football Commentator                                                                   | | [ 82 ]                                                         |
| 2011 | Generator Rex: Agent of Providence                   | Biowulf, Van Kleiss                                                                    | | [ 27 ]                                                         |
| 2011 | Sonic Generations                                    | Espio the Chameleon                                                                    | | [ 83 ]                                                         |
| 2011 | Call of Duty: Modern Warfare 3                       | Olika röstroller                                                                       | | [ 84 ]                                                         |
| 2011 | Mario & Sonic at the London 2012 Olympic Games       | Espio the Chameleon                                                                    | | [ 85 ]                                                         |
| 2011 | Kinect Disneyland Adventures                         | Olika röstroller                                                                       | |                                                                |
| 2011 | Saints Row: The Third                                | Default Player Voice                                                                   | | [ 27 ]                                                         |
| 2011 | Ultimate Marvel vs. Capcom 3                         | Nova                                                                                   | | [ 86 ]                                                         |
| 2011 | Infinity Blade II                                    | Siris                                                                                  | | [ 87 ]                                                         |
| 2011 | Batman: Arkham City Lockdown                         | Robin                                                                                  | | [ 88 ]                                                         |
| 2011 | Star Wars: The Old Republic                          | Zenith, Theron Shan, Olika röstroller                                                  | | [ 27 ]                                                         |
| 2012 | Final Fantasy XIII-2                                 | Snow Villiers                                                                          | | [ 27 ]                                                         |
| 2012 | The Darkness II                                      | Olika röstroller                                                                       | | [ 89 ]                                                         |
| 2012 | Binary Domain                                        | Charles Gregory                                                                        | Även motion-capture | [ 27 ]                                                         |
| 2012 | Mass Effect 3                                        | Kai Leng                                                                               | | [ 27 ]                                                         |
| 2012 | Armored Core V                                       | Migrant AC, Zodiac No. 3, Computer Voice 2                                             | | [ 90 ]                                                         |
| 2012 | Silent Hill 2 HD                                     | James Sunderland                                                                       | | [ 91 ] [ 92 ] [ 93 ]                                           |
| 2012 | Ninja Gaiden 3                                       | Ryu Hayabusa                                                                           | | [ 27 ] [ 93 ]                                                  |
| 2012 | Kid Icarus: Uprising                                 | Arlon, Pyrrhon                                                                         | | [ 27 ]                                                         |
| 2012 | Naruto Shippuden: Ultimate Ninja Storm Generations   | Yamato, Pain                                                                           | | [ 27 ]                                                         |
| 2012 | Kinect Star Wars                                     | Civil                                                                                  | | [ 94 ]                                                         |
| 2012 | Prototype 2                                          | Olika röstroller                                                                       | | [ 95 ]                                                         |
| 2012 | Starhawk                                             | Rifters, Outcast Prisoner                                                              | | [ 27 ]                                                         |
| 2012 | Diablo III                                           | Scoundrel                                                                              | Även i expansionspaketet Diablo III: Reaper of Souls | [ 27 ]                                                         |
| 2012 | Dragon's Dogma                                       | Pawn, Olika röstroller                                                                 | | [ 96 ] [ 97 ] [ 98 ]                                           |
| 2012 | Men in Black: Alien Crisis                           | Peter Delacoeur (Agent P), Sanchez                                                     | | [ 27 ]                                                         |
| 2012 | Sorcery                                              | Dash                                                                                   | | [ 99 ]                                                         |
| 2012 | Tom Clancy's Ghost Recon: Future Soldier             | Ghost 30K, Olika röstroller                                                            | | [ 100 ]                                                        |
| 2012 | Unchained Blades                                     | Fang                                                                                   | | [ 101 ] [ 102 ]                                                |
| 2012 | Lego Batman 2: DC Super Heroes                       | Batman                                                                                 | | [ 27 ]                                                         |
| 2012 | Steel Battalion: Heavy Armor                         | Rainer                                                                                 | | [ 103 ]                                                        |
| 2012 | The Amazing Spider-Man                               | Olika röstroller                                                                       | | [ 104 ]                                                        |
| 2012 | Infex                                                | Baker                                                                                  | | [ 105 ]                                                        |
| 2012 | Darksiders II                                        | Draven, The Sleeping Warden, The Phariseer, The Abyssal Forge, The Lost Warden, Legion | | [ 27 ]                                                         |
| 2012 | Transformers: Fall of Cybertron                      | Jazz, Jetfire, Kickback                                                                | | [ 27 ]                                                         |
| 2012 | Guild Wars 2                                         | Logan Thackeray                                                                        | | [ 106 ]                                                        |
| 2012 | Dead or Alive 5                                      | Ryu Hayabusa                                                                           | |                                                                |
| 2012 | Resident Evil 6                                      | Jake Muller                                                                            | Även motion capture | [ 27 ] [ 107 ]                                                 |
| 2012 | Professor Layton and the Miracle Mask                | Olika karaktärer                                                                       | | [ 108 ]                                                        |
| 2012 | Skylanders: Giants                                   | Sunburn, Brock                                                                         | |                                                                |
| 2012 | Zero Escape: Virtue's Last Reward                    | Kyle, Sigma                                                                            | |                                                                |
| 2012 | Marvel Avengers: Battle for Earth                    | Hawkeye (Clint Barton), Loki, Super-Skrull                                             | |                                                                |
| 2012 | Halo 4                                               | Olika röstroller                                                                       | | [ 109 ]                                                        |
| 2012 | Call of Duty: Black Ops II                           | Multiplayer                                                                            | | [ 110 ]                                                        |
| 2013 | Naruto Shippuden: Ultimate Ninja Storm 3             | Yamato, Pain                                                                           | | [ 27 ]                                                         |
| 2013 | God of War: Ascension                                | Orkos, Multiplayer Announcer, Worker, Prisoner                                         | Även motion capture för Orkos | [ 27 ] [ 111 ]                                                 |
| 2013 | The Walking Dead: Survival Instinct                  | Aiden, Walker                                                                          | | [ 27 ]                                                         |
| 2013 | BioShock Infinite                                    | Booker DeWitt                                                                          | Nominerad – VGX Award for Best Voice Actor, 2013 VGX Award for Best Song in a Game (with Courtnee Draper) Även i expansionspaketet BioShock Infinite: Burial at Sea | [ 27 ] [ 112 ] [ 113 ] [ 114 ] [ 115 ]                         |
| 2013 | Injustice: Gods Among Us                             | Sinestro, Nightwing (Dick Grayson), Atlantisk soldat                                   | | [ 116 ]                                                        |
| 2013 | Metro: Last Light                                    | English Voice Talent                                                                   | | [ 117 ]                                                        |
| 2013 | Unearthed: Trail of Ibn Battuta                      | English Voiceover Cast                                                                 | | [ 118 ]                                                        |
| 2013 | The Last of Us                                       | Joel                                                                                   | VGX Award for Best Voice Actor NAVGTR Award for Lead Performance in a Drama Play Legit's Best of 2013 for Best Actor Nominerad – BTVA Voice Acting Award for Best Male Vocal Performance in a Video Game Nominerad – BAFTA Games Award for Best Performer, 2014 Nominerad – New York Videogame Critics Circle Award for Great White Way Award for Best Overall Acting (Combines Male and Female Acting), 2013 Även motion capture | [ 27 ] [ 119 ] [ 120 ] [ 121 ] [ 122 ] [ 115 ] [ 123 ] [ 124 ] |
| 2013 | Saints Row IV                                        | The President of the United States of America (default male voice)                     | | [ 27 ] [ 125 ]                                                 |
| 2013 | Infinity Blade III                                   | Siris                                                                                  | | [ 87 ] [ 126 ]                                                 |
| 2013 | Skylanders: Swap Force                               | Rattle Shake                                                                           | | [ 127 ]                                                        |
| 2013 | Lego Marvel Super Heroes                             | Fandral, Groot, Hawkeye, Loki                                                          | | [ 128 ] [ 129 ]                                                |
| 2013 | Phoenix Wright: Ace Attorney - Dual Destinies        | Simon Blackquill                                                                       | Okrediterad | [ 130 ] [ 131 ]                                                |
| 2013 | Batman: Arkham Origins                               | The Joker                                                                              | Nominerad – BTVA Voice Acting Award for Best Male Vocal Performance in a Video Game Även i Batman: Arkham Origins Blackgate | [ 132 ] [ 133 ] [ 134 ]                                        |
| 2013 | Mario & Sonic at the Sochi 2014 Olympic Winter Games | Espio the Chameleon                                                                    | | [ 135 ]                                                        |
| 2014 | Lightning Returns: Final Fantasy XIII                | Snow Villiers                                                                          | | [ 27 ]                                                         |
| 2014 | Titanfall                                            | Olika röstroller                                                                       | | [ 136 ]                                                        |
| 2014 | Infamous Second Son                                  | Delsin Rowe                                                                            | Även motion capture Även i expansionspaketet Infamous First Light | [ 27 ] [ 137 ]                                                 |
| 2014 | The Elder Scrolls Online                             | Olika röstroller                                                                       | | [ 138 ]                                                        |
| 2014 | WildStar                                             | Deadeye Brightland, Kevo, Exiled Male                                                  | | [ 93 ] [ 139 ] [ 140 ]                                         |
| 2014 | Transformers: Rise of the Dark Spark                 | Jazz, Jetfire, Kickback                                                                | | [ 27 ]                                                         |
| 2014 | Lichdom: Battlemage                                  | Dragon (male protagonist)                                                              | | [ 141 ] [ 142 ] [ 143 ]                                        |
| 2014 | Disney Infinity: Marvel Super Heroes                 | Hawkeye, Loki                                                                          | | [ 144 ]                                                        |
| 2014 | Middle-earth: Shadow of Mordor                       | Talion                                                                                 | Nominerad – The Game Award for Best Performance Även motion capture | [ 145 ] [ 146 ]                                                |
| 2014 | Skylanders: Trap Team                                | Brock, Rattle Shake, Sunburn                                                           | | [ 147 ]                                                        |
| 2014 | Call of Duty: Advanced Warfare                       | Jack Mitchell                                                                          | Även motion capture och modell | [ 148 ] [ 149 ] [ 150 ] [ 151 ]                                |
| 2014 | Lego Batman 3: Beyond Gotham                         | Batman                                                                                 | | [ 152 ] [ 153 ] [ 154 ]                                        |
| 2014 | World of Warcraft: Warlords of Draenor               | Olika röstroller                                                                       | | [ 155 ]                                                        |
| 2014 | Far Cry 4                                            | Pagan Min                                                                              | | [ 150 ] [ 151 ] [ 156 ] [ 157 ]                                |
| 2014 | Tales from the Borderlands                           | Rhys                                                                                   | | [ 158 ]                                                        |
| 2014 | The Crew                                             | Alex Taylor                                                                            | | [ 159 ]                                                        |
| 2015 | Batman: Arkham Knight                                | Arkham Knight, Two-Face                                                                | | [ 160 ] [ 161 ] [ 162 ] [ 163 ]                                |
| 2015 | Disney Infinity 3.0                                  | Various voices                                                                         | | [ 164 ]                                                        |
| 2015 | Metal Gear Solid V: The Phantom Pain                 | Ocelot                                                                                 | Även motion-capture | [ 165 ] [ 166 ]                                                |
| 2015 | Skylanders: SuperChargers                            | Rattle Shake, Sunburn                                                                  | Grupperat under Voice Actors Återkommande roller | [ 168 ]                                                        |
| 2015 | Lego Dimensions                                      | Batman                                                                                 | | [ 169 ] [ 170 ] [ 171 ]                                        |
| 2016 | Uncharted 4: A Thief's End                           | Sam Drake                                                                              | Also motion capture In production | [ 172 ] [ 173 ] [ 174 ]                                        |

| 2019 || ’’Death Stranding’’ || Higgs || || 
|-

## Diskografi
Studioalbum
- Random Thoughts on a Paper Napkin (2004, som en del av Tripp Fontaine)
- Sitting in the Fire (2014)

Singlar
- "Burning Out" (2004, som en del av Tripp Fontaine)
- "My Religion" (2013)

Datorspelsånger
- "Cold, Cold Heart" (2013) – på Batman: Arkham Origins DLC-paket Cold, Cold Heart[175][176]

## Utmärkelser och nomineringar
| År   | Utmärkelse | Arbete                                                                               | Resultat  |
| ---- | --- | ------------------------------------------------------------------------------------ | --------- |
| 2011 | NAVGTR Award for Lead Performance in a Drama                                                                                | Catherine                                                                            | Nominerad |
| 2012 | Behind the Voice Actors (BTVA) Voice Acting Award for Voice Actor of the Year                                               | i.u.                                                                                 | Nominerad |
| 2012 | BTVA Anime Dub Award for Voice Actor for the Year                                                                           | i.u.                                                                                 | Nominerad |
| 2012 | BTVA Anime Dub Award for Best Male Lead Vocal Performance in an Anime Movie/Special                                         | Yuri Lowell i Tales of Vesperia: The First Strike                                    | Nominerad |
| 2013 | NAVGTR Award for Lead Performance in a Drama                                                                                | The Last of Us                                                                       | Vann      |
| 2013 | VGX Award for Best Voice Actor                                                                                              | The Last of Us                                                                       | Vann      |
| 2013 | VGX Award for Best Voice Actor                                                                                              | BioShock Infinite                                                                    | Nominerad |
| 2013 | VGX Award for Best Song in a Game                                                                                           | “Will the Circle Be Unbroken” (från Bioshock Infinite, framförd med Courtnee Draper) | Vann      |
| 2013 | New York Videogame Critics Circle Award for Great White Way Award for Best Overall Acting (Combines Male and Female Acting) | The Last of Us                                                                       | Nominerad |
| 2013 | Play Legit's Best of 2013 for Best Actor                                                                                    | The Last of Us                                                                       | Vann      |
| 2013 | BTVA Voice Acting Award for Voice Actor of the Year                                                                         | i.u.                                                                                 | Vann      |
| 2013 | BTVA Voice Acting Award for Best Male Vocal Performance in a Video Game                                                     | The Joker i Batman: Arkham Origins                                                   | Nominerad |
| 2013 | BTVA Voice Acting Award for Best Male Vocal Performance in a Video Game                                                     | Joel i The Last of Us                                                                | Nominerad |
| 2014 | D.I.C.E. Award for Outstanding Character Performance                                                                        | Joel i The Last of Us                                                                | Nominerad |
| 2014 | BAFTA Games Award for Best Performer                                                                                        | The Last of Us                                                                       | Nominerad |
| 2014 | The Game Award for Best Performance                                                                                         | Talion i Middle-earth: Shadow of Mordor                                              | Nominerad |
| 2015 | D.I.C.E. Award for Outstanding Achievement in Character                                                                     | Pagan Min i Far Cry 4                                                                | Nominerad |
| 2015 | D.I.C.E. Award for Outstanding Achievement in Character                                                                     | Delsin Rowe i Infamous Second Son                                                    | Nominerad |
| 2015 | D.I.C.E. Award for Outstanding Achievement in Character                                                                     | Talion i Middle-earth: Shadow of Mordor                                              | Vann      |
| 2015 | BAFTA Games Award for Best Performer                                                                                        | Far Cry 4                                                                            | Nominerad |